# Duntisbourne Abbots
Duntisbourne Abbots est une paroisse civile et un village du Gloucestershire, en Angleterre.